# Дегуров Антон Антонович
Антон Антонович Дегуров (Антуан Дюгур; 1765, Ноганат (Клермон), Франція — 1849, Одеса, Російська імперія) — французький і російський історик.
Професор кафедри витончених мистецтв в Королівському колегіуму Де-Ла-Фреш. Професор історії Паризької Центральної школи.
Брав участь у Великій Французької революції. В ці роки займався виданням книг та торгував літературою. Видавав свої особисті твори. Через підтримку короля змушений був переїхати до Англії, де займався медициною, політичною економією, і сільським господарством. В Англії прожив близько 6 років, після чого емігрував до Росії, разом з І. І. Бурятинським, як вихователь.
З 1806 року працював професором історії Харківського університету. З 1 листопада 1806 року був обраний професором всесвітньої історії, географії і статистики Харківського університету. В 1807 був затверджений у чині екстраординарного професора. С 1810 р. по 1812 р. — декан відділення словесних наук, член цензурного та училищного комітетів.
З 1811 по 1817 рр. працював бібліотекарем університетської бібліотеки. Створив каталог на 10 аркушах, в якому відображалися описи 1200 монет та медалей університетського мінц-кабінету. Був обраний головою комісії, створеної через рекомендації Ради університету для збору та підготовки матеріалів для друку французько-російського словника.
У 1816 році переїхав із Харкова до Санкт-Петербургу. Викладав французьку словесність в Головним педагогічним інституті. З 1819 року — ординарний професор вищій історії та французької словесності Санкт-Петербурзького університету. При його участі у 1821 році Д. П. Рунич організовує суд над професорами, яких звинувачував у «протихристиянської проповіді», що на його думку, було шкідливим для російської монархії. Внаслідок цього інциденту багатьох вчених було звільнено. Завдяки цьому суду, Антон Антонович Дегуров зміг зайняти вакантну посаду, спочатку кафедри, а потім декана Історико-філологічного факультету. А з 1825 року по 1935 рік стає ректором університету. У 1836 році виходить у відставку, та переїжджає в Одесу.